# Jan z Caramoly
Blahoslavený Jan z Caramoly (1280, Toulouse – 26. srpna 1339, Chiaromonte) byl francouzský římskokatolický řeholník řádu cisterciáků.

## Život
Narodil se roku 1280 v Toulouse. Roku 1300 za Svatého roku zahájeného papežem Bonifácem VIII. se přestěhoval do Itálie. Z Říma odešel ke svatému Benediktu v Subiacu, do vytesané jeskyně ve skále, kde se modlil a oddělil od světa, aby žil jen pro Boha. Poté vstoupil do cisterciáckého řádu v opatství Casamari ve Veroli , odkud byl poslán do opatství Santa Maria del Sagittario na území Chiaromonte. Zde pokračoval v životě poustevníka v poustevně svatého Sávy, v blízkosti řeky Sinni v kopcích Caramoly na území Francavilla in Sinni. Nakonec v opatství Santa Maria del Sagittario žil ve velké askezi a tichu. Vykonal mnoho zázraků, z nichž mnohé jsou popsány v La vita del Beato Giovanni da Caramola a italský překlad jeho biografie je uložen v kostele svatého Jana Křtitele v Chiaromonte spolu s vzácným cisterciáckým misálem z roku 1300.
Zemřel 26. srpna 1339 ve svém opatství. Jeho tělo bylo uloženo v kostele opatství. Roku 1500 bylo exhumováno a ukázalo se, že je neporušené. U jeho hrobu se děla mnohá uzdravení. Roku 1808 bylo tělo přesunuto do kostela svatého Jana Křtitele v Chiaromonte. Roku 2002 po kanonickém uznání bylo tělo stále neporušené.